# ベガス・バケーション
『ベガス・バケーション』（原題：Vegas Vacation）は、1997年制作のアメリカ合衆国のコメディ映画。チェビー・チェイス主演の「バケーション」シリーズ第4作目。

## あらすじ
完璧なマイホーム・パパを自認するクラーク、妻のエレン、娘のオードリー、息子のラスティのグリスウォルド一家は、ラスベガスへ家族旅行にやってきた。
しかし、4人はそこで数々のレジャーを体験するうち、それぞれ別の誘惑に出遭い、それにはまってしまう。エレンはセクシーな歌声で人気の歌手ウェイン・ニュートンに口説かれてプロポーズされ、オードリーはダンサーとして働く親戚のヴィッキーに影響されて自分もダンサーを目指すようになり、セクシーな衣裳で怪しげなクラブで踊るように。また、ラスティは偽造したIDカードでチャレンジしたカジノで大儲けしたことから、ギャンブラーを目指すようになる。
そして、クラークはカジノで惨敗し、大量の借金を作ってしまう。そこで従弟のエディと再会したクラークは、お金とバラバラになりかけた家族の絆を取り戻すため、奮闘を開始する。

## キャスト
※括弧内は日本語吹替
- クラーク・グリスウォルド - チェビー・チェイス（納谷六朗）
- エレン・グリスウォルド - ビヴァリー・ダンジェロ（一城みゆ希）
- オードリー・グリスウォルド - マリソル・ニコルズ（麻丘夏未）
- ラスティ・グリスウォルド - イーサン・エンブリー（高木渉）
- エディ・ジョンソン - ランディ・クエイド（小島敏彦）
- キャサリン・ジョンソン - ミリアム・フリン（さとうあい）
- ヴィッキー・ジョンソン - シェー・ドリン（渡辺美佐）
- ウェイン・ニュートン（安原義人）
- マーティ - ウォーレス・ショーン（緒方賢一）
- エリス - シド・シーザー（北村弘一）
- ジリー - ジェリー・ワイントローブ（秋元羊介）
- アーニー - ジョン・フィネガン（岩田安生）
- ミラージュ・ホテルの受付係 - ジュリア・スウィーニー（火野カチ子）
- リムジン運転手 - ジュリオ・オスカー・メチョソ（仲野裕）
- 偽造IDを売る男 - トビー・ハス（クレジットなし）（田中正彦）
- ホテルの従業員 - ジェフリー・ドノヴァン（クレジットなし）
- フェラーリの女 - クリスティ・ブリンクリー（カメオ出演）